# Estación de Pedrouços
Nota: No confundir con el antiguo Apeadero de Pedrouços, también en la Línea de Cascaes, ni con el antiguo Apeadero de Pedrouços da Maia, en la Línea de Leixões.

La Estación Ferroviaria de Pedrouços fue una plataforma de la Línea de Cascaes, que servía a la zona de Pedrouços, en el ayuntamiento de Lisboa, en Portugal. 

## Historia
Fue inaugurada el 30 de septiembre de 1889, como la estación terminal provisional de la Línea de Cascaes; el tramo siguiente, entre Pedrouços y Alcântara-Mar, entró en servicio el 6 de diciembre de 1890.